# Vallclara
Vallclara és un municipi de la comarca de la Conca de Barberà. És un poble situat a la banda sud-occidental de la Conca de Barberà, a la vall del barranc de Vallclara, sobre el riu de Milans. El nucli és a 600 metres d'altitud i es desenvolupa a redós de l'antic castell i s'estén al llarg de la carretera de Vimbodí a Vilanova de Prades. El nucli antic de Vallclara està protegit com a bé cultural d'interès local.

## Geografia
- Llista de topònims de Vallclara (Orografia: muntanyes, serres, collades, indrets..; hidrografia: rius, fonts...; edificis: cases, masies, esglésies, etc).

## Nucli antic
El nucli antic de Vallclara està protegit com a bé cultural d'interès local. De l'antic castell sols en resta la portada. Es conserven construccions dels segles XVII i XVIII, encara que molt refetes, i l'església de Sant Joan Baptista, de principis del XIX.

## Història
Encara que no existeix cap document històric que ho sustenti, es creu que el nom procedeix d'una desviació de Bíclarum. Joan de Bíclarum va ser el fundador d'un monestir visigot que més tard va passar a les mans del monestir de Poblet. Aquesta teoria és refusada categòricament per Agustí Altisent, que fou monjo de Poblet, i il·lustre historiador i escriptor.
La primera referència documental de Vallclara és de l'any 1152. Quan el comte Ramon Berenguer IV confirmà als homes de Tàrrega la donació de Vinaixa, hom esmenta Vallem Claram. El llinatge dels Vallclara, tal vegada senyors o castlans del castell, és conegut des de l'any 1195 quan en Guerau de Vallclara, amb el seu germà Bernat de Conesa, autoritzaren una ampliació del dret de recollir aigua per als molins de la Guàrdia dels Prats. El 1234 apareix un altre Guerau de Vallclara com a marmessor del testament de Ramon de la Guàrdia Lada, fill de Ramon de Cervera. El 1260 Guerau de Vallclara fou beneficiat amb una tercera part de la lleuda corresponent al mercat setmanal de la vila de Conesa. El 1264 és documentat un Arnau de Vallclara com un dels castlans de Conesa.
El 1220, el castell i lloc de Vallclara fou cedit per Pere Sassala al monestir de Poblet. La comunitat gaudí d'aquesta propietat al llarg de tot el segle xiii i a l'inici del segle xiv sense entrebancs, fins que el 1349 Berenguer de Jorba reclamà uns certs drets sobre aquest lloc. Aquesta reclamació fou seguida d'uns incidents violents per part dels homes de Berenguer de Jorba, els quals incendiaren la granja de Riudabella que pertanyia al monestir. Arran d'aquest fet intervingué el rei Pere III i ordenà al veguer de Montblanc que retingués el terme i el castell de Vallclara sota el seu poder. Finalment, Berenguer de Jorba vengué els seus drets sobre Vallclara al monestir de Poblet pel preu de 80.000 sous. Per la seva part, Ramon de Sanahuja reclamà drets sobre Vallclara però foren desestimats pel rei Pere III.

## Història: Senyoria de Vallclara de 1130 a 1349
| Data inicial | Data inicial | Data inicial | Senyors                                            | Senyors             | Obtenció del dret                                   |
| 1130         | ?            | (ant.)       | GUILLEM DALMAU DE CERVERA                          | SOLESTÉN            | Conquesta als sarrains ?.                           |
| 1133         | ?            | (post.)      | LAURETA DALMAU DE CERVERA                          | GUILLEM DE PUJALT   | Herència del seu pare Guillem Dalmau, 1133.         |
| 1150         | ?            |              | GUERAU DE JORBA                                    | SAURINA DE TORROJA  | Herència de la seva mare Laureta.                   |
| 1187         |              |              | GUERAULA DE JORBA                                  | PERE II DE PUIGVERD | Herència del seu pare Guerau, 18-02-1185            |
| 06-10-1204   |              |              | BERENGUER DE PUIGVERD                              | ELVIRA D'URGELL     | Herència del Pare Pere                              |
| 04-06-1216   |              |              | PERE SASALA (al seu cavaller GERALT DE VALLCLARA?) |                     | Donació de Berenguer                                |
|              |              |              | GERALT DE VALLCLARA                                |                     | Donació de Pere Sasala ?                            |
| 10-10-1240   |              |              | GUILLEM DE RIVER                                   | BERNARDA            | Compra a Geralt per 2600 Ducats d'or                |
| 06-08-1258   |              |              | GUILLEM DE VALLCLARA                               | BERNARDA            | Herència del seu pare Guillem                       |
| 07-08-1295   |              |              | BERENGUER DE JORBA                                 |                     | Compra a Guillem per 3500 Morabatins Alfonsins d'or |
| 03-12-1349   |              |              | Monestir de Poblet                                 |                     | Compra a Berenguer per 80000 sous barcelonesos.     |

## Demografia
| 1497 f | 1515 f | 1553 f | 1717 | 1787 | 1857 | 1877 | 1887 | 1900 | 1910 |
| ------ | ------ | ------ | ---- | ---- | ---- | ---- | ---- | ---- | ---- |
| -      | -      | 31     | 95   | 295  | 411  | 433  | 448  | 375  | 386  |

| 1920 | 1930 | 1940 | 1950 | 1960 | 1970 | 1981 | 1990 | 1992 | 1994 |
| ---- | ---- | ---- | ---- | ---- | ---- | ---- | ---- | ---- | ---- |
| 332  | 295  | 244  | 209  | 172  | 129  | 80   | 95   | 100  | 100  |

| 1996 | 1998 | 2000 | 2002 | 2004 | 2006 | 2008 | 2010 | 2012 | 2014 |
| ---- | ---- | ---- | ---- | ---- | ---- | ---- | ---- | ---- | ---- |
| 112  | 105  | 117  | 111  | 114  | 108  | 126  | 117  | 125  | 116  |

| 2016 | 2018 | 2020 | 2022 | 2024 | 2026 | 2028 | 2030 | 2032 | 2034 |
| ---- | ---- | ---- | ---- | ---- | ---- | ---- | ---- | ---- | ---- |
| 110  | 98   | 88   | 88   | 89   | -    | -    | -    | -    | -    |